# هجبارک
هجبارک یکی از شهرها و جماعت‌های جمهوری تاجیکستان است که در ناحیه رشت (یکی از نواحی تابع جمهوری) قرار دارد و جمعیتی حدود ۶۸۰۰ نفر را در بر می‌گیرد و از کم‌جمعیت‌ترین شهرهای این ناحیه است.